# 湖北省消防救援总队
湖北省消防救援总队，加挂湖北省消防救援局牌子，是中华人民共和国湖北省的消防救援机构，由中华人民共和国应急管理部与湖北省人民政府双重领导，承担湖北省的火灾扑救、消防监督、抢险救援等职责。

## 历史沿革
1949年5月，中国人民解放军占领武汉市，武汉市军事管制委员会接管原汉口警察局消防总队，随后成立了武汉市公安总局消防大队，辖5个中队、116人。1952年8月，武汉市公安总局成立消防处。1953年底，武汉市公安总局消防处接管了汉口公益联合会义勇消防总队。1954年6月，武汉市并入湖北省，此时全省共有7个消防中队、41个分队、683人。
1956年7月，湖北省公安厅设立隶属于治安处的消防科。1963年4月，消防科改为消防处。1965年8月，根据国防部、公安部、内务部、财政部、国家编委《关于公安消防民警实行义务兵役制有关问题的联合通告》精神，湖北省消防民警班长以下人员实行义务兵役制，全省消防人员达到1123人。
1971年10月，湖北省公安厅消防处加挂湖北省公安消防总队牌子，各地市公安局消防处（科）加挂消防支队（大队）牌子。1973年12月起，消防队伍由公安机关统一领导。1980年8月，根据国务院、中央军委批准的《关于全国武装民警工作会议情况的报告》精神，湖北省消防中队干部改为现役制。
1983年1月，湖北省公安消防队伍纳入武警序列，设立中国人民武装警察部队湖北省总队消防处，受湖北省公安厅和武警湖北省总队双重领导。到1983年，湖北省共有1个消防支队、4个消防大队、70个消防中队、34个消防科、92个消防股，共有消防人员3071人。1985年11月，根据公安部《关于加强消防部队领导关系的几项决定》，消防部队改由各级公安机关直接领导，仍列入武警序列，消防处改称湖北省公安厅消防处（亦称湖北省公安消防总队）。1992年，武汉市南湖机场消防中队移交湖北省民航局。同年，宜昌地区消防支队和宜昌市消防支队合并为宜昌市消防支队。
1994年，湖北省公安厅消防处改为湖北省公安厅消防局。1995年起，各地（市、州）公安处（局）设公安消防支队，县、市、直管市、林区公安局设立消防科（公安消防大队）。到1998年，湖北全省共有12个消防支队，4个直管市大队，40个城市消防科，68个县、市、林区消防大队，103个消防中队，1个特勤大队，5个特勤中队，共有消防官兵4546人。
2018年3月，《深化党和国家机构改革方案》公布，公安消防部队全部退出现役，成建制划归应急管理部，承担灭火救援和其他应急救援工作，现役编制全部转为行政编制。10月9日，公安消防部队移交应急管理部交接仪式举行。2018年12月27日，湖北省消防救援总队举行授旗授衔和换装仪式。2019年12月31日，湖北省消防救援总队正式挂牌。
2024年6月，各消防救援总队、支队、大队相继加挂驻地省、市、县三级消防救援局牌子。6月18日，湖北省消防救援总队加挂湖北省消防救援局牌子。

## 职责
根据《消防救援队伍总队及以下单位机构编制方案》，湖北省消防救援总队承担下列职责：
1. 承担城乡综合性消防救援工作，负责指挥调度相关灾害事故救援行动，承担重要会议、大型活动消防安全保卫工作。
2. 承担火灾预防、消防监督执法以及火灾事故调查处理相关工作，依法行使消防安全综合监管职能，推动落实消防安全责任制。
3. 参与拟订消防专项规划，参与起草地方性消防法规、规章草案并监督实施。
4. 负责消防救援队伍综合性消防救援预案编制、战术研究和执勤备战、训练演练等工作。
5. 负责消防救援信息化和应急通信建设，承担综合性消防救援行动应急通信保障工作。
6. 负责消防安全宣传教育，组织指导社会消防力量建设。
7. 负责消防应急救援专业队伍规划、建设与调度指挥，参与组织协调动员各类社会救援力量参加救援任务。
8. 负责消防救援队伍建设与管理。
9. 完成应急管理部和所在省（区、市）党委政府交办的相关任务。

## 组织机构
根据《消防救援队伍总队及以下单位机构编制方案》，湖北省消防救援总队属于二类总队。

### 机关内设机构和直属单位
湖北省消防救援总队机关设有15个业务处室，另设应急通信与车辆勤务大队和机关党委。
- 办公室
- 指挥中心
- 作战训练处
- 信息通信处
- 组织教育处
- 人事处
- 队务处
- 办公室
- 纪检督察室
- 审计室
- 防火监督处
- 法制与社会消防工作处
- 火调技术处
- 新闻宣传处
- 后勤装备处
- 财务处

### 消防救援支队
湖北省消防救援总队下辖有15个支队，包括12个地级市消防救援支队、1个自治州消防救援支队、1个汉江支队和1个训练与战勤保障支队。
- 武汉市消防救援支队
- 宜昌市消防救援支队
- 襄阳市消防救援支队
- 荆州市消防救援支队
- 黄石市消防救援支队
- 黄冈市消防救援支队
- 十堰市消防救援支队
- 孝感市消防救援支队
- 咸宁市消防救援支队
- 荆门市消防救援支队
- 随州市消防救援支队
- 鄂州市消防救援支队
- 恩施土家族苗族自治州消防救援支队
- 湖北省消防救援总队汉江支队
- 湖北省消防救援总队训练与战勤保障支队

## 救援力量
根据《消防救援队伍总队及以下单位机构编制方案》，湖北省消防救援总队为二类总队，编制总额6159名，其中干部2088名、消防员4071名。

## 行动
2016至2020年间，湖北省消防救援队伍接处警34.8万余起，火场抢救人员3171人、疏散10.45万人，抢救保护财产价值31.76亿元，处置其它类型灾害事故12.6万起、营救遇险被困人员4.7万人、救助受灾群众23.9万人次。

## 历任领导

### 湖北省公安消防总队
| 总队长 - 张福好 武警大校（？—2018年） | 政治委员 - 张忠勇 武警大校（？—2018年） |

### 湖北省消防救援总队
| 总队长 - 张福好 高级指挥长（2018年10月—2019年4月） - 张道才 高级指挥长（2019年—） | 政治委员 - 张春阳 高级指挥长（2019年4月—2021年） - 孙军 高级指挥长（2021年3月—） |